# Air-Mauritanie-Flug 625
Auf dem Air-Mauritanie-Flug 625 (Flugnummer IATA: MR625, ICAO: MRT625) verunglückte am 1. Juli 1994 eine Fokker F28-4000 Fellowship bei der Landung auf dem Flughafen Tidjikja. Bei einer Landung während eines Sandsturms kam die Maschine durch einen Fahrwerksbruch von der Landebahn ab und raste in einen Felsvorsprung neben dem Flughafen. Bei dem Unfall kamen 80 von 93 Personen an Bord ums Leben.
Es handelt sich um den folgenschwersten Zwischenfall einer Fokker F-28 und den schwersten Flugunfall in Mauretanien.

## Flugzeug
Die Maschine wurde im Jahr 1975 als erstes von nur zwei Exemplaren der Fokker F28 Fellowship 6000 im Werk von Fokker am Flughafen Amsterdam-Schiphol gebaut. Die Fokker trug die Werknummer 11092 und absolvierte am 11. Juli 1975 ihren Erstflug. Genau wie ihre Schwestermaschine verblieb die Maschine beim Hersteller, der das Flugzeug an verschiedene Fluggesellschaften verleaste. Die Maschine wurde daher mit dem niederländischen Luftfahrzeugkennzeichen PH-SIX in Betrieb genommen, das sie bis ins Jahr 1983 behielt. Erster Leasingnehmer war ab dem 30. Juli 1976 die schwedische Linjeflyg, ab dem 17. April 1978 folgte die NLM Cityhopper. Am 4. Februar 1979 ging die Maschine zurück an die Leasinggeberin Fokker, die diese ab dem 27. April 1979 an die Libyan Arab Airlines, ab dem 26. Juli 1980 an die Pars Air und ab dem 26. November 1981 erneut an die Linjeflyg verleaste. Im Dezember 1983 wurde die Maschine dann zu einer Fokker F28 Fellowship 4000 umgebaut und an die Air Mauritanie veräußert. In diesem Zuge erhielt die Maschine das neue Luftfahrzeugkennzeichen 5T-CLF. Auch die Schwestermaschine 5T-CLG, die andere Fokker F28 Fellowship 6000, ging nach einem Umbau auf die Version -4000 in die Flotte dieser Fluggesellschaft über. Das zweistrahlige Kurzstreckenflugzeug war mit zwei Triebwerken des Typs Rolls-Royce Spey 555-15H ausgerüstet.

## Passagiere, Besatzung und Flugplan
Mit der Maschine wurde der Inlandslinienflug MR625 von Nouakchott nach Tidjikja durchgeführt. Den Flug hatten 89 Passagiere angetreten, es befand sich eine vierköpfige Besatzung an Bord.

## Unfallhergang
Als die Maschine Tidjikja anflog, herrschte ein schwerer Sandsturm in der Region. Die Piloten unternahmen mehrere Fehlanflüge. Schließlich machte die Maschine um 8:30 Uhr eine harte Landung, bei der das Fahrwerk zusammenbrach. Die Maschine kam von der Piste ab, schlitterte gegen einen Felsvorsprung neben dem Flughafen und geriet in Brand. Bei dem Unfall starben die gesamte Besatzung und 76 der 89 Passagiere. Nur 13 Passagiere überlebten.